# Gilów (gromada)
Gilów (do 31 XII 1959 Roztocznik) – dawna gromada, czyli najmniejsza jednostka podziału terytorialnego Polskiej Rzeczypospolitej Ludowej w latach 1954–1972.
Gromady, z gromadzkimi radami narodowymi (GRN) jako organami władzy najniższego stopnia na wsi, funkcjonowały od reformy reorganizującej administrację wiejską przeprowadzonej jesienią 1954 do momentu ich zniesienia z dniem 1 stycznia 1973, tym samym wypierając organizację gminną w latach 1954–1972.
Gromadę Gilów z siedzibą GRN w Gilowie utworzono 1 stycznia 1960 w powiecie dzierżoniowskim w woj. wrocławskim w związku z przeniesieniem siedziby GRN gromady Roztocznik z Roztocznika do Gilowa i zmianą nazwy jednostki (zwiększonej tego samego dnia o wieś Gola) na gromada Gilów. Dla gromady ustalono 15 członków gromadzkiej rady narodowej.
1 lipca 1968 gromadę zniesiono, a jej obszar włączono do gromady Niemcza w tymże powiecie.